# Platyrhinini
Platyrhinini es una tribu de coleópteros polífagos de la familia Anthribidae. Contiene los siguientes géneros:

## Géneros
- Anthiera Alonso-Zarazaga & Lyal, 1999
- Basidissus Fairmaire, 1897
- Eucloeus Wolfrum, 1930
- Goniocloeus Jordan, 1904
- Homocloeus Jordan, 1904
- Monocloeus Jordan, 1904
- Platyrhinus Clairville, 1798
- Trachytropis Jordan, 1904